# Lucas da Feira (filme)
Lucas da Feira é um filme brasileiro escrito e dirigido por Aderaldo Miranda e Joél Áuves, de gênero drama, que teve sua pré-estreia oficial em 26 de abril de 2025 no Centro Universitário de Cultura e Arte (CUCA), em Feira de Santana, na Bahia. 
A trama conta a história de Lucas da Feira, um jovem baiano no Brasil colonial que rechaçou a imposição da sociedade escravocrata brasileira no século XIX, enfrentando os opressores para combater a escravidão e se consagrar na luta pelos direitos e pela liberdade dos povos negros, tornando-o uma figura controversa. 
Gravado nos municípios de Feira de Santana e Tanquinho, o filme abordou a escravidão e promoveu discussões sobre preconceito e a desigualdade racial na sociedade contemporânea no Brasil. No elenco, Tony Maravilha protagonizou Lucas da Feira, enquanto que a obra audiovisual teve participação especial de Flaviano Oliveira, como Coronel Justino Anunciação, e Meire Vinhas, como Teodora Anunciação. 

## Enredo
No início do século XIX, período marcado pelo Brasil colonial, um jovem negro baiano chamado Lucas da Feira rechaçava a condição imposta pela sociedade escravocrata. Filho de ascendentes escravizados, Lucas foi educado por um sacerdote e, posteriormente, enfrentou o sistema opressor por meio de sua coragem e inteligência com intuito de erradicar a escravidão.
Nesse contexto, Lucas da Feira tornou-se uma referência controversa, ou seja, há quem considere-o como um criminoso por encarar os poderosos opressores; ou como um herói na luta pela liberdade e pelos direitos da população negra no Brasil.

## Elenco
Figura central da trama, Lucas da Feira é protagonizado por Tony Maravilha. Joselito Conceição e Camila Gama deram vida aos personagens Barão e Ana Clara, respectivamente. Após convite do autor e diretor Aderaldo Miranda, o filme também contou com a participação especial do ator Flaviano Oliveira, interpretando Coronel Justino Anunciação, e da atriz Meire Vinhas, na pele de Teodora Anunciação. No geral, compõem o elenco principal da longa-metragem:
- Tony Maravilha como Lucas da Feira
- Flaviano Oliveira como Coronel Justino Anunciação
- Joselito Conceição como Barão
- Camila Gama como Ana Clara
- Aline Bastos como Baronesa
- Sandra Lopes como Traseunte
- Meire Vinhas como Teodora Anunciação

## Produção

### Gravação e roteiro
Com roteiro e direção de Aderaldo Miranda e Joél Áuves, Lucas da Feira foi filmado entre os meses de novembro de 2024 a fevereiro de 2025 nos municípios de Feira de Santana e Tanquinho, na Bahia. A realização do estudo sobre a trajetória de vida de Lucas da Feira contou com o apoio dos pesquisadores do Instituto Histórico e Geográfico de Feira de Santana (IHGFS) e da Universidade Estadual de Feira de Santana (UEFS).
O filme abordou conceitos temáticos ligados a escravidão no Brasil como a opressão e a resistência no enfrentamento ao preconceito racial, assim como promoveu uma discussão sobre a desigualdade racial que ainda afeta a sociedade contemporânea brasileira.

### Lançamento
Com produção da Tudão Produções Audiovisuais & Iau Jvq Productions, a pré-estreia de Lucas da Feira foi anunciada nas cidades de Salvador, Feira de Santana e Simões Filho. Em 21 de março de 2025, às 16 horas, sua pré-exibição no município feirense ocorreu na Escola Cívico Militar Quinze de Novembro, no distrito de Jaíba.

O filme teve sua pré-estreia oficial em 26 de abril de 2025 às 19 horas, no Centro Universitário de Cultura e Arte (CUCA) da UEFS, com prioridade para docentes, discentes e a comunidade artística de Feira de Santana. O evento contou com a presença da equipe de produção e elenco principal, além dos diretores Aderaldo Miranda e Joél Áuves, que interagiram com o público presente e esclareceram dúvidas sobre a obra audiovisual.